# Hanita
Hanita (em hebraico:  חֲנִיתָה) é um kibutz no norte de Israel. Localizada no oeste da Galiléia, aproximadamente 15 quilômetros a nordeste de Nahariya, está sob a jurisdição do Conselho Regional de Mateh Asher. Em 2019 tinha uma população de 756 habitantes.
O kibutz Hanita foi estabelecido em 21 de março de 1938, como parte da operação da Torre e paliçada durante a revolta árabe de 1936-39. No entanto, Hanita era um projeto especial, o maior de toda a operação e liderado diretamente por Yitzhak Sadeh, um alto líder militar do Yishuv (comunidade judaica no Mandato Britânico da Palestina). Hanita foi um dos novos assentamentos judaicos estabelecidos na área com um papel defensivo adicional, pois ficava diretamente na fronteira com o Líbano, que na época era controlado pela França. O estabelecimento de Hanita foi saudado como a ação mais impressionante da operação da Torre e paliçada, e foi em parte capturado em filme e tornou-se o tema de uma ópera.

## História

### Antiguidade
O kibutz Hanita foi estabelecido no local de uma antiga ruína com o mesmo nome (Hanita; variante: Hanuta), e é mencionado em escritos rabínicos como um antigo assentamento judaico na posse da tribo Asher. Durante o período do Talmud, a cidade de Khana (Alta e Baixa) é mencionada no Tosefta (Shevi'it 4:9), no Talmud de Jerusalém (Demai 2:1) e no mosaico de Rehob do século III - uma inscrição de rua em mosaico - como uma cidade judaica na área de Tiro, obrigada a observar as mitsvot que dependem da terra. O assentamento controlava a transição da cordilheira Solam Tzur para o vale fértil abaixo.

### Era otomana
No Mapa do Fundo de Exploração da Palestina de 1878, publicado por CR Conder e HH Kitchener, foi listado como a ruína Khurbet Hanuta.

### Mandato Britânico

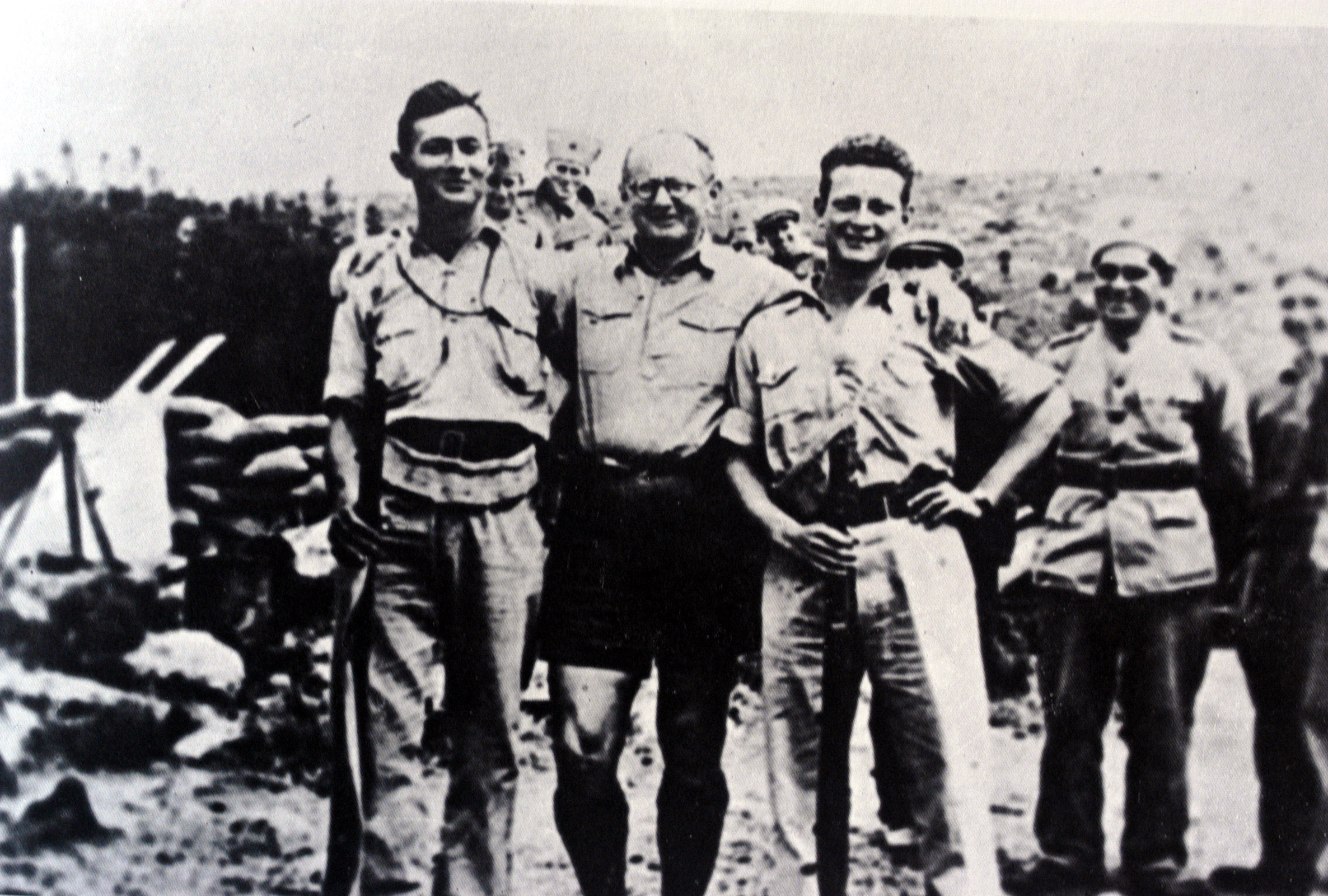
Moshe Dayan, Yitzhak Sadeh e Yigal Allon no kibutz Hanita, 1938.

Nos anos da Grande Revolta Árabe e de acordo com o Livro Branco, o governo do Mandato Britânico proibiu a compra de terras por judeus em certas áreas, incluindo a área onde hoje está localizado o kibutz Hanita. Yosef Siniglia, membro do Fundo Nacional para Israel, junto com seu amigo Eliezer Winschel, iniciou a compra de terras no norte da Galiléia para o estabelecimento de um assentamento judeu. Os fazendeiros acreditam que Siniglia, que tinha uma aparência tipicamente italiana, era um representante da igreja católica, que busca comprar um terreno para construir um mosteiro nele. Por meio de um intermediário árabe do Líbano, as terras foram transferidas e acabaram registradas em nome da KKL-Junk nos escritórios da Taboo em Acre. Segundo Yosef Siniglia, ele foi contatado por Avraham Winschel e seu irmão Eliezer em dezembro de 1937. Eles lhe pediram para ajudá-los na compra de uma área de mais de 4.000 dunams (4.000m² na região), estendendo-se ao longo da fronteira libanesa. Depois de consultar Yosef Weitz e o Dr. Granot, ficou claro que a KKL-Junk estava interessada no programa, mas não tinha o dinheiro necessário para comprar o terreno, nem havia confiança de que a agência estaria disposta a assumir as despesas associados à propriedade da terra. A posse do terreno era vital para o projeto sionista para a posse da fronteira noroeste. O passaporte italiano de Siniglia permitiu mascará-lo como um comprador não-judeu. Depois que a compra foi concluída, as gangues árabes se vingaram do guia árabe de origem libanesa que auxiliou Siniglia, e o mataram.

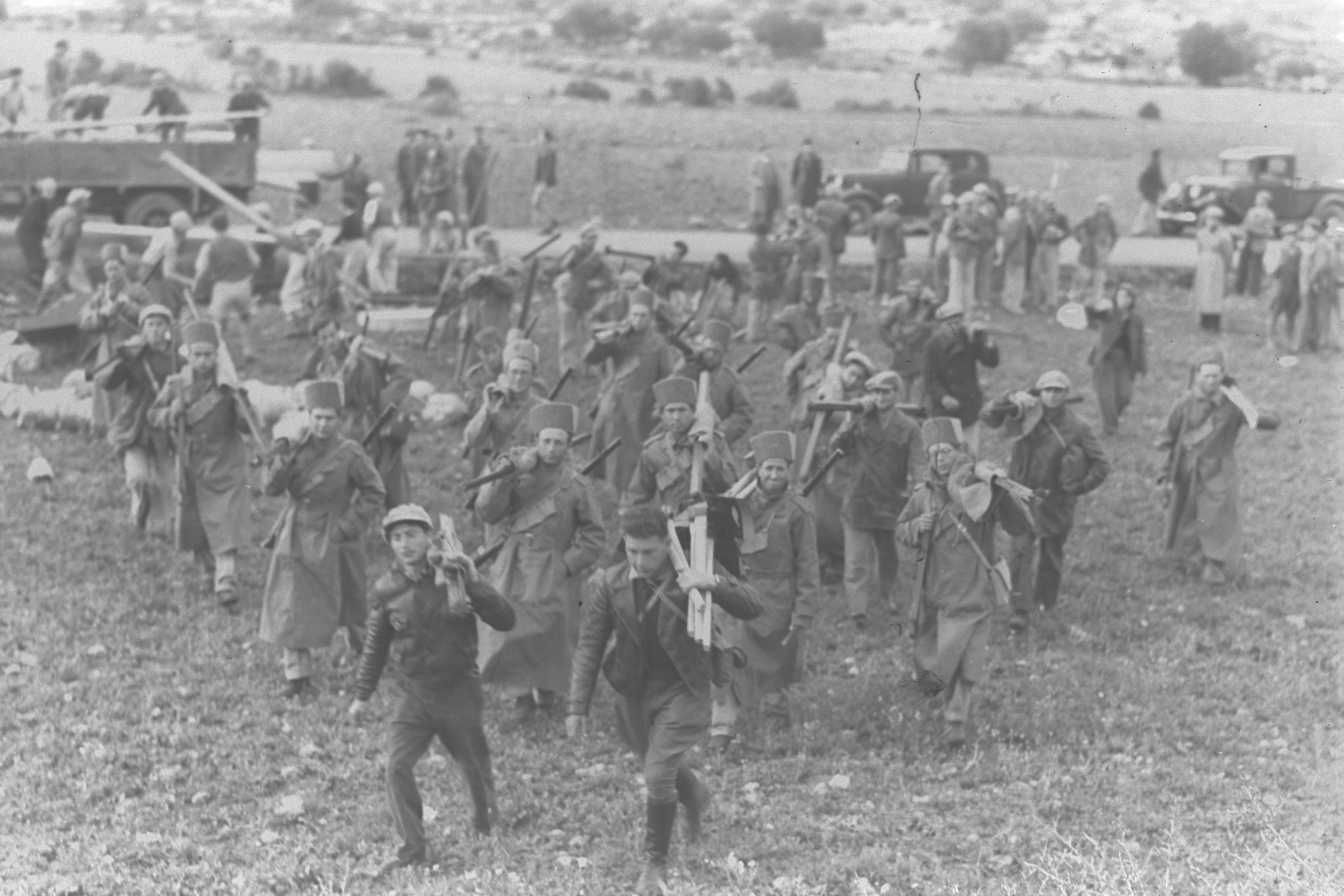
Estabelecimento do kibutz Hanita, com policiais do Notrim e membros do Haganá carregando material, 21 de março de 1938.

A compra da terra de Hanita - mais de 4.000 dunams de terra estéril nas montanhas - causou polêmica entre a liderança sionista e foi expresso o temor de que, uma vez que o assentamento era um assentamento judeu isolado no coração de uma região árabe, a área cairia no estado árabe, caso fosse estabelecida. Ainda assim, Ben-Gurion aprovou a compra no início de 1938.

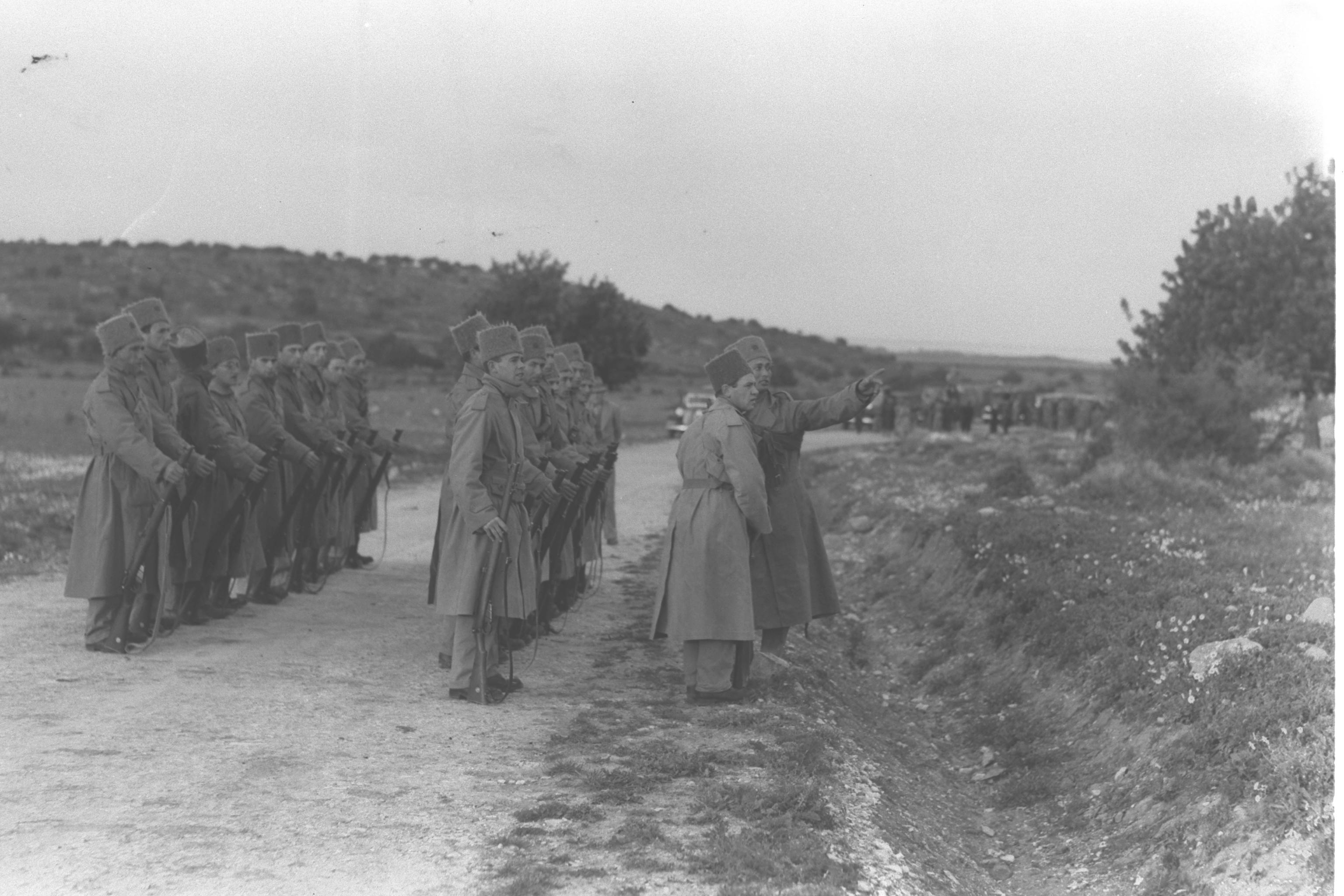
Um destacamento do Notrim, sob o comando de Moshe Dayan, em formatura no local do estabelecimento do kibutz Hanita, 21 de março de 1938.

Ao contrário de outros assentamentos de torres e paliçadas, Hanita não foi estabelecido próxima a outro assentamento, onde todo o material de construção seria armazenado com antecedência, como era a regra. A falta de assentamentos judaicos na Galiléia Ocidental e a localização extremamente remota do local excluíam essa opção. Quatrocentas pessoas contribuíram para a construção do primeiro acampamento murado, incluindo muitos notrim (polícia judaica do Mandato). Não havia estradas que levassem ao local e os materiais tinham que ser transportados à mão sob proteção armada. Devido ao relatório da Comissão Peel de 1937, a liderança do Yishuv, sob David Ben-Gurion, pensou que a partição da Palestina era iminente, com as fronteiras a serem decididas por meio da diplomacia e sem apoio judeu, a Galiléia Ocidental permaneceria fora dos limites.
Na manhã de 21 de março de 1938, chegaram 400 pessoas, incluindo 100 homens do Notrim sob o comando de Yitzhak Sadeh. Yosef Payne de Degania e Davidka Nimri de Ashdot Ya'akov administraram a operação no terreno, na qual cerca de 50 caminhões participaram do local a leste da vila árabe de al-Bassa. Eles se apossaram do acampamento e carregaram todo o equipamento necessário nas costas e em burros e camelos para a "estação inferior". À noite, a maioria das pessoas deixou o acampamento e apenas um grupo de ocupação de cerca de 100 pessoas sob o comando de Zvi ben Yaakov permaneceu. A ocupação de Hanita foi uma das maiores operações de assentamento da operação da Torre e paliçada, realizando o assentamento de uma área nova, montanhosa, hostil e difícil de defender. A ocupação do terreno recebeu ampla cobertura da imprensa nos jornais da época. A famosa foto tirada durante a operação mostra Yitzhak Sadeh abraçando Yigal Alon e Moshe Dayan, tem em seu verso a inscrição "Quartier général" (quartel-general em francês), feita por Chaim Weitzman.

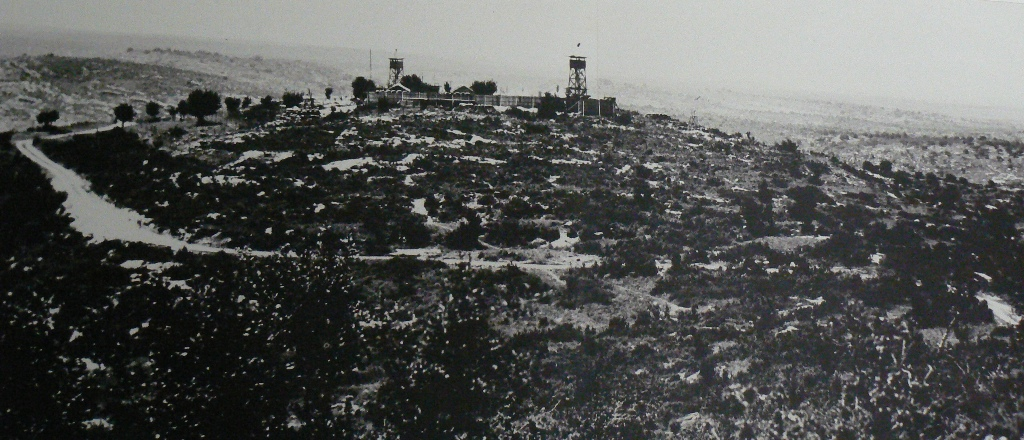
Hanita em 1938.
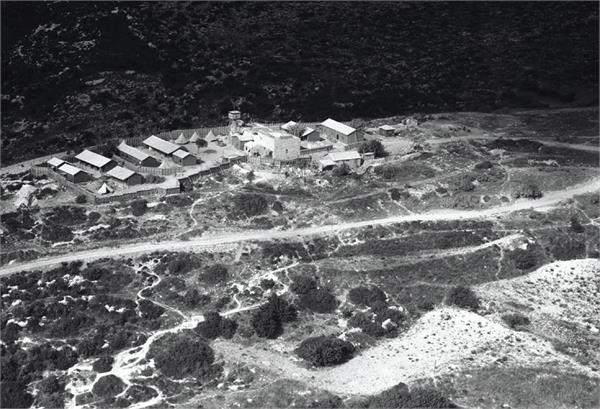
Hanita em 1938.
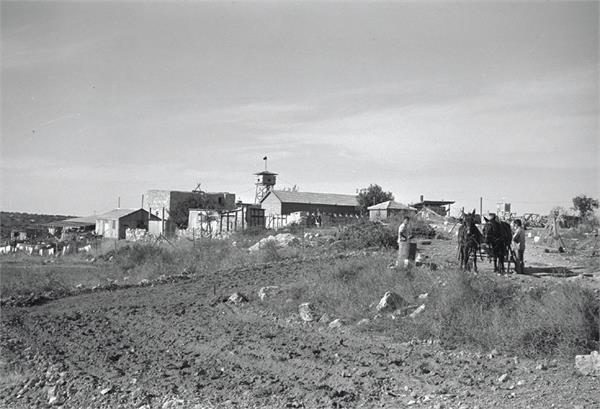
Hanita em 1938.
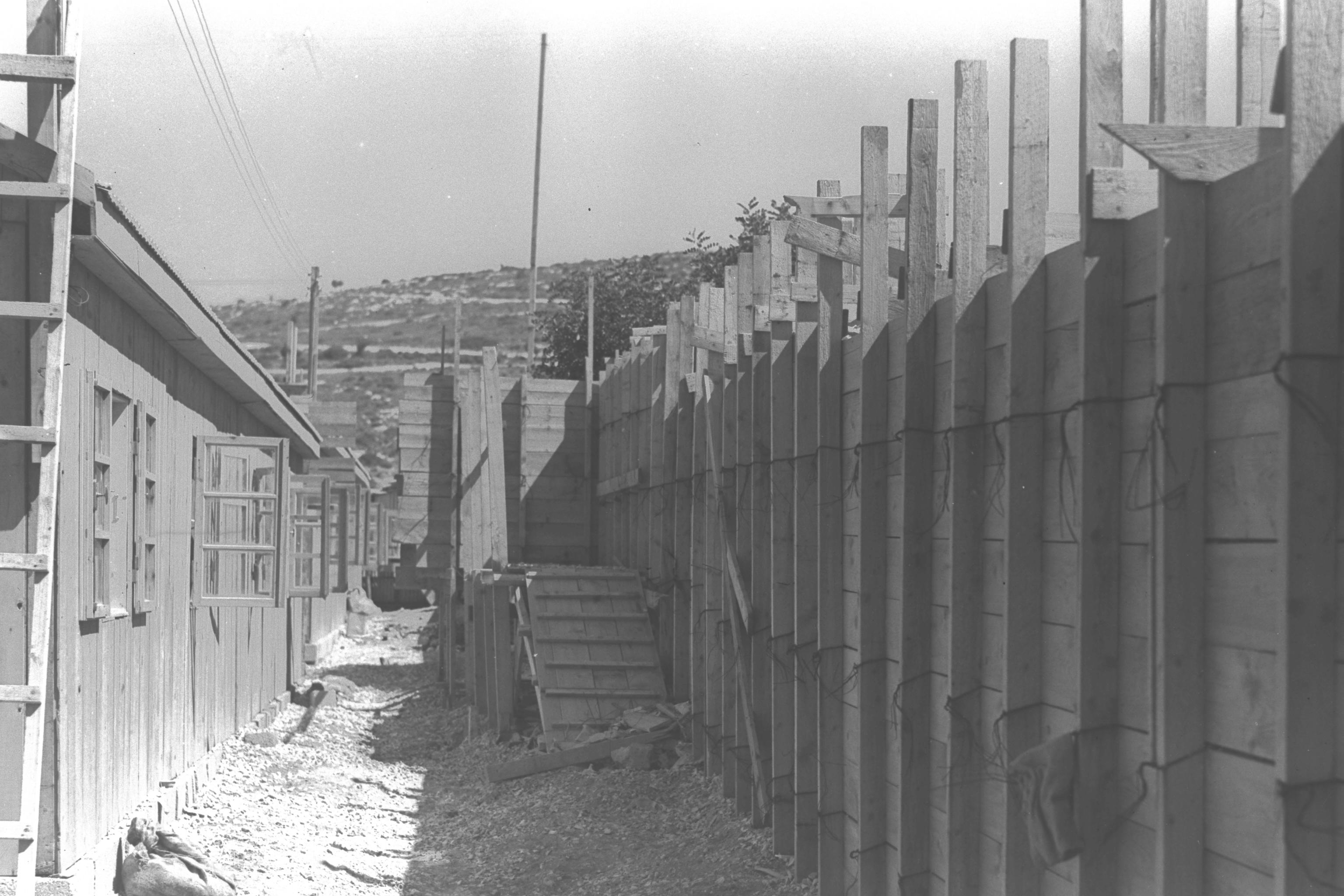
Hanita, dentro da muralha, junho de 1938.
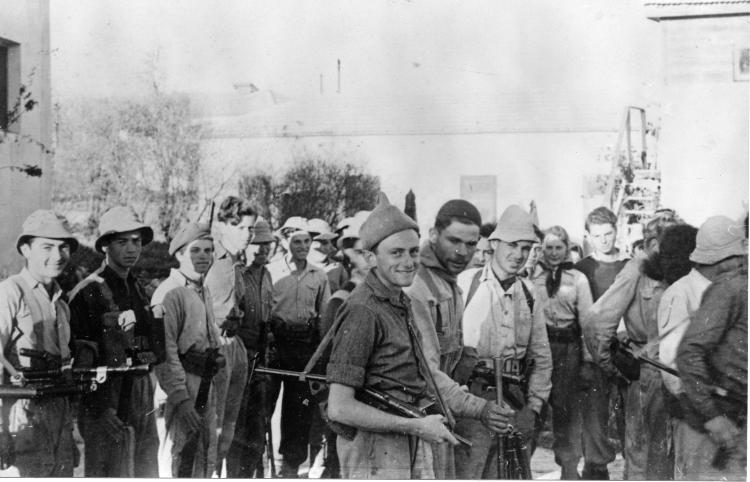
Membros da Brigada Yiftach, Companhia "D", reunidos em Hanita, 1948.
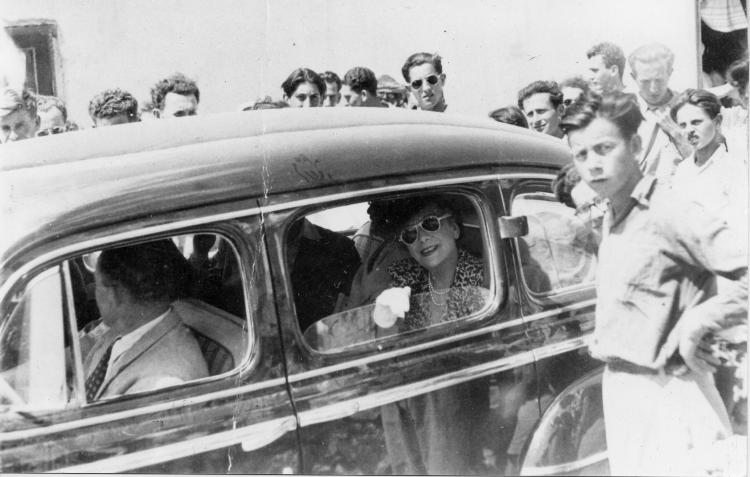
Chaim Weizmann visitando Hanita.

## Economia
A economia é baseada em uma combinação de agricultura e indústria. O kibutz cultiva bananas, frutas cítricas e plantações de campo, e também um celeiro conjunto com o kibutz Sa'ar. Sua principal fonte de renda vem de duas fábricas: a Avery Dennison Hanita e a Hanita Lenses.
Avery Dennison Hanita (anteriormente Kotlab Hanita) produz filmes metalizados para embalagens, isolamento térmico quente e frio e aplicação em dispositivos de segurança. A fábrica tem mais de 220 funcionários, um décimo dos quais são membros do kibutz. Em 2016, a fábrica foi vendida para a empresa americana Avery Dennison por US$ 75 milhões. A Hanita Lenses produz lentes de contato e lentes para implantes.
Cenas do filme de Kirk Douglas de 1953, The Juggler (O Malabarista), foram filmadas em Hanita.

## Museu
O kibutz opera um museu que documenta dois tópicos: um é a história dos assentamentos da Torre e Paliçada construídos em resposta aos tumultos árabes de 1936–1939 ; o outro tópico é a arqueologia da área. O museu exibe documentos relativos à compra do terreno e aos problemas de segurança enfrentados pelo kibutz, bem como achados arqueológicos desenterrados em Hanita e arredores, incluindo painéis artisticamente impressionantes de um piso de mosaico da igreja bizantina dos séculos VI-VII, escavados a seguir ao edifício do museu.

### Achados arqueológicos
Nas escavações arqueológicas realizadas no local aquando da elevação do terreno em 1938, foram encontrados:
- Descobertas do período calcolítico (4000 aC);
- Cavernas do período cananeu médio;
- Inscrições fenícias;
- Descobertas dos períodos helenístico e persa;
- Ruínas de uma antiga igreja do período bizantino, incluindo um magnífico piso de mosaico que foi restaurado;
- Cavernas funerárias ilustradas, restos de edifícios, poços e moedas;

Uma parte significativa desses achados está atualmente exposta no museu do kibutz.

## Pessoas notáveis
- Eliezer Ben-Rafael, professor de sociologia.
- Matti Caspi (nascido em 1949), compositor, músico, cantor e letrista.
- Moshe Dayan.